# Fabinho Baiano
Fábio Pereira de Azevedo (Salvador, 1 de janeiro de 1977 — Maravilha, 2 de fevereiro de 2018), conhecido por Fabinho Baiano, foi um futebolista brasileiro naturalizado togolês, que jogava como atacante.

## Carreira
Revelado pelo Tubarão em 2002, Fabinho teve destaque ao jogar pela Chapecoense, onde teve 2 passagens, entre 2003 e 2004 e entre 2009 e 2010. Atuou ainda no futebol de El Salvador, por Águila, San Salvador, Platense Municipal e Isidro Metapán, onde foi campeão do torneio Clausura de 2007.
Entre 2010 e 2011, vestiu as camisas de Bahia de Feira e Concórdia, onde parou de jogar aos 34 anos.

## Seleção Togolesa
Fabinho jogou 3 partidas pela Seleção Togolesa, em 2003, estreando em julho do mesmo ano, contra a Mauritânia, pelas eliminatórias do Copa das Nações Africanas de 2004, sendo o único jogo oficial dele com o selecionado. Ele ainda disputaria 2 amistosos pelas Águias, cujo técnico era o brasileiro Antônio Dumas.

## Morte
Em 2 de fevereiro de 2018, o ex-atacante morreu num acidente automobilístico na BR-282, em Maravilha, no oeste de Santa Catarina, quando seu carro invadiu a contramão e bateu num caminhão. Apesar de ter sido levado ainda com vida para o hospital, Fabinho não resistiu e faleceu durante o trajeto. Ele trabalhava como técnico nas categorias de base do Clube Recreativo Maravilha, equipe que chegou a jogar a terceira divisão catarinense e que atualmente encontra-se fora dos campeonatos profissionais do estado.

## Títulos
Isidro Metapán
- Campeonato Salvadorenho (Torneio Clausura): 2007